# 小栗盛太郎

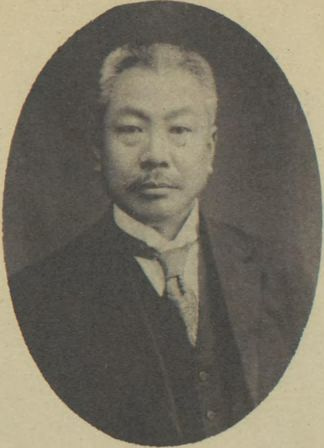
小栗盛太郎

小栗 盛太郎（おぐり もりたろう、1871年7月9日（明治4年5月22日） - 1949年（昭和24年）11月12日）は、日本の会計検査院検査官。福岡県若松市長。神奈川県横須賀市長。

## 経歴
岐阜県出身。平民・小栗辨之右衛門の長男。1892年（明治25年）、東京法学院（現在の中央大学）を卒業。判事、検事を務めた後、会計検査院に転じ、検査官・第二部第二課長を務めた。
後、福岡県若松市長を経て、1928年（昭和3年）3月、神奈川県横須賀市長に就任した。関東大震災の震災復旧、復興事業による赤字財政を立て直すため、経費の緊縮や海軍助成金の増額認可獲得などに奔走したが、世界恐慌の状況下でうまく事は運ばず、1930年（昭和5年）5月、病により辞任した。

## 家族・親族
小栗家
岐阜県、東京市外大久保町百人町
- 妻・三千代（東京、小野職彦の妹）[3]

1881年 -
- 男・重治[1]

1917年 -
- 養子・明（長野、林茂利二郎の二男）[1]

1903年 -